# Старицкое княжество

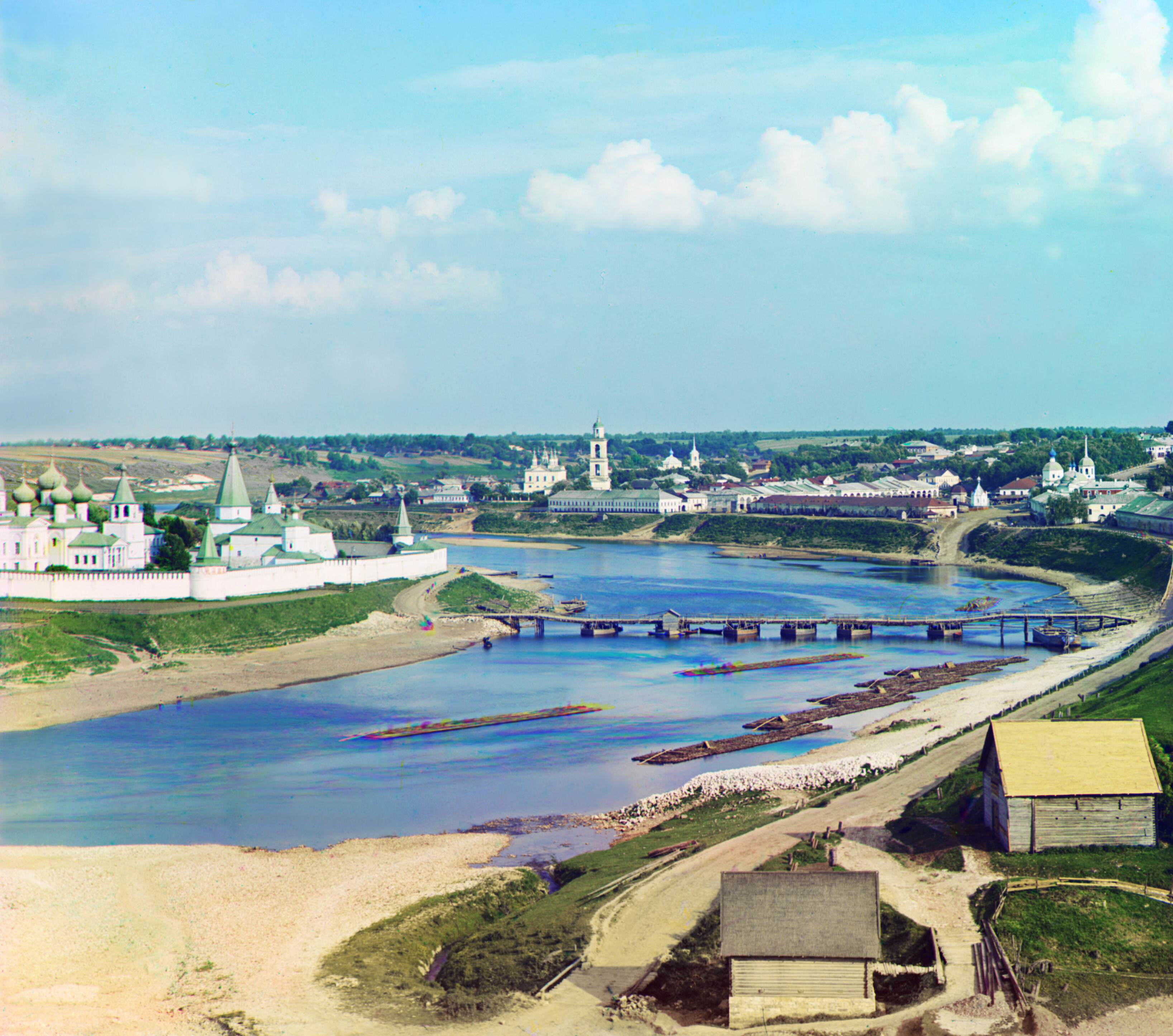
Старица

Ста́рицкое кня́жество — русское удельное княжество (1519—1567), одно из последних удельных княжеств на Руси.
Княжество с городами Верея, Старица, Алексин было отдано Иваном III во владение своему шестому, младшему, сыну, Андрею, что было подтверждено завещанием, в котором московский престол и руководство братьями передавались Василию III. Из завещания следует, что Старица, до присоединения к Москве входившая в Тверское княжество, была по наследству присоединена к Верее, Алексину, Вышгороду, которыми Андрей владел ещё при жизни отца.

Да благословляю сына своего Андрея, даю ему город Вырею с волостьми и путми и селы со всеми пошлинами; город Вышгород с волостьми и с путми, и с селы, и со всеми пошлинами; город Олексин с волостьми и с путми, и с селы, и со всеми пошлинами, и с Волконою, и с Кониным, и с Гордеевым, и с Нюховою, и со всем тем, что к тем местом потягло; да ему ждаю город Любутеск с волостьми и совсеми пошлинами, и со всем, что к нему потягло, как было при мне, и с Веприным, что за Одоевскими князьями … 

…Да в Тверской земле даю ему город Старицу с волостьми и с путми, и с селы, и со всеми пошлинами, по тому по каа писал в Старице писец наш Борис Кутузов; да даю Холмских вотчину Холм и Новый Городок, да волость Олешню, да волость Синюю, и иные волости и путни и села со всеми пошлинами, по тому, по каа места те отчины и волости и путни и села писал писец наш Андрей Карамышев 

Духовная грамота Великого князя Московского Ивана III Васильевича

В 1537 году опекунами малолетнего Ивана Грозного была сделана попытка присоединить княжество к Москве (из Москвы были даже высланы войска), но Андрей Иванович поднял бунт и бежал в Новгород, затем — после уговоров — прибыл в Москву, где вскоре окончил свои дни, будучи схваченным и посаженным в тюрьму.
Старицкое княжество немедленно отошло к Москве, но уже в 1541 году его получил сын Андрея Ивановича — Владимир Андреевич Старицкий; при нём начался постепенный распад княжества на мелкие уделы, попадавшие под влияние московского государя.
В 1566 году Старицкое княжество вошло в состав Старицко-Дмитровского удела под управлением того же князя Владимира; после казни Владимира Андреевича по приказу Ивана Грозного в 1569 году, в духовной грамоте Ивана Грозного от 1572 года Старицкое княжество возвращается сыну Владимира Андреевича Василию, который скончался в 1574 году, не оставив потомков. Далее этот удел перестал существовать, и его земли (включая старицкие) окончательно перешли к Москве.
В годы существования Старицкого княжества в его пределах были построены Успенский монастырь (Старица) и Рождественский собор (Верея) (1566 год).

## Князья старицкие
- Андрей Иванович Старицкий (1490—1537), владел княжеством с 1519 г.
- Владимир Андреевич Старицкий (1533—1569), княжил с 1541
- Василий Владимирович Старицкий (после 1551—1574) княжил с 1572